# Estádio Antônio Otoni Filho
Estádio Antônio Otoni Filho – stadion wielofunkcyjny w Guará, Distrito Federal, Brazylia, na którym swoje mecze rozgrywa klub Clube de Regatas Guará.